# Église Saint-Paul-des-Nations de Noisy-le-Grand
L'église Saint-Paul-des-Nations (Saint-Paul-des-Quatre-Nations) est un lieu de culte catholique situé au 15, place Georges Pompidou à Noisy-le-Grand (Seine-Saint-Denis), dans le quartier du  Pavé Neuf. Elle a été conçue par les architectes Yolande et Thaddée François Nowak assisté en phase de conception, par André Schulz architecte d.p.l.g. Elle est dédiée à saint Paul, apôtre des Gentils.
La première pierre de l'église est posée le 29 janvier 1995, les cloches sont bénites le 24 mars 1996 et l'inauguration
officielle a lieu le 11 et 12 mai 1996.
C'est un bâtiment simple et dépouillé. Un puits de lumière laisse pénétrer la lumiere extérieure. Le clocher culmine à 25 mètres de haut. Elle est ornée de huit vitraux sur les parois extérieures de la nef. Sur l'un des murs du narthex a été insérée une pierre extraite de la Basilique Saint-Denis.
Elle fait partie de la paroisse de Noisy-le-Grand au sein du diocèse de Saint-Denis.